# Tiempo compartido
Tiempo compartido é um filme de drama mexicano de 2018 dirigido e escrito por Sebastián Hofmann. Estrelado por RJ Mitte, estreou no Festival Sundance de Cinema em 20 de janeiro de 2018.

## Elenco
- RJ Mitte - Tom